# お猿のかごや
『お猿のかごや』（おさるのかごや）は、山上武夫（1917年2月8日 - 1987年11月2日）作詞、海沼實（1909年1月31日 - 1971年6月13日）作曲による日本の童謡である。海沼にとっては出世作であり、山上にとっても初のヒット曲であった。いかにも日本の土俗的な雰囲気の世界が、威勢の良い掛け声の軽快なリズムに乗って楽しく歌い上げられる。典型的なレコード童謡と言われる。

## 来歴

### 作詞者と作曲者
作詞者の山上は1917年2月8日に、長野県埴科郡松代町（現長野市松代町）の書画骨董業を営む父、八太郎、母みきの二人目の子として生まれた。山上は松代商業高校（現在の長野県松代高等学校）を卒業後、詩人として身を立てたいと思い、17歳で上京した。作曲者の海沼は、1909年1月31日に、同じ松代町の老舗の菓子屋である「藤屋」の長男として生まれている。山上と海沼の実家は歩いて十分以内の距離だった。海沼は独学でバイオリンを弾くような少年であった。1931年、23歳のとき、すでに結婚し子供もいたが、東京音楽学校に入学するため上京している。山上と海沼の出会いは1937年5月27日、山上が同郷の先輩作曲家草川信を訪ねたときに海沼を紹介された。それ以来二人は、親友として互いに励ましあう仲になり、山上は海沼を兄と慕うほどであったという。二人は共にレコードの売込みにも出かけたこともある。

### 歌の誕生
1938年、山上は上京から4年半過ぎて、すでにレコード2曲は発表していたものの、詩人としては未だ芽が出ないままであった。その年の9月に、山上が居候していた大森の義兄宅近所にある空き地を散歩しているとき、急に曲想が浮かんできたという。その時のことを山上は次のように記している。
山上はここで浮かんだ曲想を元に三番目までの詞を一気に書き上げた。ただし四番目はなかなか浮かばず、苦吟の末、夜更けまで掛かってようやく四番目を仕上げた。山上は詩ができるとすぐに海沼の下に持ち込み作曲を依頼した。作曲の際に海沼は山上の歌詞を一部変更した（後述）。海沼が『お猿のかごや』に曲を付けた1938年9月頃は、海沼がようやく師の草川から自分の名前で曲を公表することの許可を得た頃であった。それ以前から山上は作曲の練習用として海沼から詞を求められ、密かに作品を提供していた。『お猿のかごや』もその一つで、生原稿を直接渡していた。

### レコード化と大ヒット
その後、海沼は『お猿のかごや』の売り込みにいくつかのレコード会社を奔走した。当初ビクターに持ち込んだがなしのつぶてだったという。その間に歌詞の方は1938年12月、山上が主催していた自作発表童謡誌『ゆずの木』の第4号に発表された。ようやく一年もたってレコーディングが行われ、1939年12月にビクターから正月新譜として尾村まさこの歌で発売された。レコード番号は、ビクターレコードZ-5036。当初はB面曲としての扱いであり、A面は『動物の大行進』であった。歌詞カードも『動物の大行進』はカラーであるのに対し、本歌は単色刷りであった。ところがレコードが発売されると、レコード会社には「『お猿のかごや』のレコードが欲しい」という注文が殺到し、1940年に改めてA面曲として再発売された。なお、当時の新人作家の作品は買取りであり、印税はなく『お猿のかごや』も同様であった。レコードは大ヒットしたものの、強化されてゆく戦時体制の中でやがて消えていった。

### 戦後の復活と広がり
戦前のレコードも大ヒットしたものの、本歌が全国的に歌われるようになったのは戦後のことである、終戦後、1946年に音羽ゆりかご会の大道真弓が、続いて川田孝子が1948年にレコードを出し、それぞれ大ヒットしている。音羽ゆりかご会がラジオで歌い、終戦時の暗い世相の灯火として津々浦々まで全国的に広まった。また、戦後は、オリジナルの童謡としてだけでなく、いろいろなスタイルに編曲されたバリエーションも数多く発表されている。トリオ・ロス・パンチョスによるもの、ジャズ化したもの、中村メイコによる声の使い分けで物語化したものなどがある。最盛期には70種のレコードに入っていたという。テレビドラマなどでも数多く使われ、高度成長期の昭和40年代まで広範に親しまれていた歌であるという。現天皇も1963年2月23日の3歳の誕生日に『お猿のかごや』を歌ったという。2008年に、介護福祉士やヘルパーなどの養成講座の学生、老人ホームやデイサービスセンターの職員、およびその家族など合計1152人に、高齢者に好まれているとされる歌130曲について、知っているかどうかアンケートをとったところ、本曲の認知度は82.9パーセントであった。2012年に、神戸市のソプラノ歌手が、東日本大震災の被災地に元気の出る歌を送ろう、と提案し、インターネットで呼びかけた賛同者に「エッサ エッサ エッサホイサッサ」の掛け声を送ってもらい、本人の歌声にそれを取り込んで合唱に聞こえるように編集したDVDを販売した。提案者の歌手は阪神・淡路大震災で被災後、2004年から聴衆と共に歌うコンサートを開いてきたが、一番盛り上がる歌が『お猿のかごや』だったという。

## 歌詞
山上は本曲の曲想について以下のように語っている。
また、二番目の歌詞に登場する「すましたこんぎつね」とは、当時レコード会社を訪問しても相手にしてくれなかった気位の高いレコード会社のディレクターを指しているという。そして最後に、「むこうのお山」をヒット曲と見て、下積み状態の二人にとってそれはまだまだ遠い、と結んだのである。
猿が駕籠をかつぐ舞台として、山上は故郷松代の東条の奥にある清滝あたりを思い浮かべていたという。また作曲者の海沼は、それより北にある愛宕山の先の鳥打峠のあたりを想定して作曲したといわれる。
当初の山上の詞では、冒頭部の掛け声は「エッサ ホイサ エッサ ホイサ」となっていた。海沼は曲がつけやすいようにこれを「エッサ エッサ エッサホイサッサ」と改変した。このような作曲者による原詞の改変は当時は普通のことであったが、山上は納得できず食い下がった。しかし海沼が曲を付けて歌って見せると「うん、この方がいい」と納得したという。また海沼は、最後の掛け声も原詞の「ホイ ホイ ホイ ホイ ホイサッサ」を「ホーイ ホイ ホイ ホイサッサ」と改変し、さらに原詞になかった「ソレ」の掛け声を「ヤットコドッコイ…」の前に付け加えた。童謡研究家の池田小百合は、この改作により「歯切れよく、いっそう力強く楽しく、あかぬけたように思われる」と評している。また、「エッサ エッサ エッサホイサッサ」と「サ」の音を反復することで「おさる」の「さ」が引き出されてくる、という分析もある。

## 旋律
本曲の拍子は四分の二拍子、音域は変ロ音(B♭)からニ音(D)までの10度である。海沼実の作曲した童謡作品の音楽的傾向を検証するため、作品を音階分析した研究によれば、海沼の童謡作品は調性や構成音などの違いにより11パターンに分類できたという。そして『お猿のかごや』は、記譜上はト短調だが、終止音はハ音(C)であり、第六音（イ音(A)）が使われておらず、ハ長調ともハ短調とも断定しかねる音構成であり、他のどのパターンにも当てはまらなかった。そこでこのような曲は、調性などの判別はせず、「お猿のかごや調」というパターンにまとめている。「お猿のかごや調」に分類された曲は、分析した366曲中12曲であったが、『お猿のかごや』の他に、大ヒットした『見てござる』も含まれることから、このパターンは海沼の作品の中で一定の役割を果たしていると考えられる。別の研究では、本曲の調を「わらべうた変ロ調陽音階」と表現している。また、伴奏では、掛け声部分にユニゾンを意識的に使用して言葉の面白さを強調している。しかし、一部の掛け声部分では少し変化を付けて非ユニゾンになっており、これにより、ユニゾン部分との対照的な印象を与えている。

## 評価
山上自身は歌詞を書き上げた直後に、「涙も、ため息も、そして自嘲も、総て裏側に隠して、コミカルなスタイルに二人を仕上げたことに、私はいささかの満足があった。」と感じている。また山上は、「二人とも同じ土地に生まれたことが詞と曲が一致する作品を生み出したと思う」と評価していた。
作曲者海沼の孫である海沼実は、「まだまだ新人同様の二人が、何とか童謡界の険しい山道を極め、多くの人々に愛唱される歌を生み出したいという想いが、歌詞の中の至る所から感じられます」と評している
その他、「疾風のように駆け抜ける駕籠に、時代の勢いと懐かしさをだぶらせていた思い出がある」という回想や、「躍動感のある囃子調と旋律が融合し一度耳にしたら忘れられない名曲」という評価もある。
一方で、サブカルライターの見崎鉄は幼い頃、『お猿のかごや』に対して、曲や掛け声の軽快さにもかかわらず怖さも感じ、「怖いが気になる歌」という印象を受けたという。見崎によれば、提灯の明かりだけで日暮れの山道を走っていく、という最初の部分から、先に何かがいるのではないか、後ろから何かに襲われるのではないか、というミステリアスな物語性を感じ、三番の歌詞の不安定な身体感覚、そして四番の歌詞でも「まだ遠い」と、最後までその寂しさや不安感は持続される。
1990年5月2日に、ニューヨークのカーネギーホールで音羽ゆりかご会による童謡コンサートが開かれ、童謡・唱歌・わらべ歌など30曲が披露されたが、聴衆に一番うけたのが『お猿のかごや』であった。

### レコード童謡
童謡運動時代（1918 - 1928頃）の童謡は『赤い鳥』『金の星』などの童謡童話雑誌を中心に発表されていた。また、戦後に童謡の創作・発表の中心的な場となったのはラジオやテレビの放送であった。一方、昭和初期からレコードの普及に従って、レコード会社は作詞家・作曲家・少女歌手などと専属契約を結んで新作童謡を発表し始め、1930年ごろから終戦前後までの童謡は、主にレコードにより発表された。通常はそれを「レコード童謡」と呼んでいる。
レコード童謡は、理念に支えられていた童謡運動時代の童謡や、公共性という建前を持つ放送に支えられた戦後の童謡と比較すると、作者の誠意や理念にかかわらず本質的に「商品」としての性質が非常に強い、という特徴がある。芸術性や児童文化的な高度性を追求していた大正期の童謡運動と比較すると、広く売れることを第一義とするレコード童謡には、珍妙なオノマトペや過度な感傷主義に頼った低俗的な作品が多く出現した。
そのため、児童文化の世界における「レコード童謡」という言葉には、この時代にレコードで発表された童謡、という意味だけでなく「レコード会社主導で大量生産され、子供におもねた、芸術的価値の低い大衆的童謡」という含みがある。このような大衆的童謡に対する芸術派の作家たちのプライドが、「レコード童謡」と言う言葉に対する侮蔑的なニュアンスに含まれているといえる。
作曲家の服部公一は、レコード童謡の大流行により、志の低い、商業主義的な、「小市民性と通俗性に満ちた」童謡が出回って、大正期の『赤い鳥』童謡時代から続いてきた清々しい理想は崩れていった、と評し、『お猿のかごや』や『かわいい魚屋さん』をそのようなレコード童謡の代表として挙げている。また、サトウ・ハチローも1953年に朝日新聞紙上で本歌を批判している。サトウは、「あまりにもひどい童謡がハンランしてる」とし、その一例として「エッサエッサ…」や「ヤットコドッコイホイサッサ…」など本歌の囃し部分を取り上げ、「不必要なはやしことばを、むやみにくっつけたウタ…[中略] …も、よいウタとはぜったいに言えないものの一つの形だ」と評している。海沼實の作品全体もレコード童謡として特徴付けられることが多い。

## 小田原提灯と小田原との縁

### 『お猿のかごや』と小田原提灯
1番の歌詞に出てくる「小田原提灯」とは、主に旅行者用の携帯型提灯の一種であり、蛇腹部分が円筒形で、折りたたむと胴部が蓋と底の中に収まって懐に携行できるようになっているものである。山上は、「もし我家に小田原提灯がなかったらこの歌は生まれていなかった」と書いている。山上の実家に小田原提灯があった理由は、実家が骨董店を経営しており、店の片隅に小田原提灯があったためである。また山上は、実際に駕籠かきが小田原提灯をぶら下げて歩くことがあったのだろうか、と長い間気にしていたが、小田原提灯保存会の会長に会って、実際にあったと聞き、四十年ぶりに安堵したと述べている。「小田原提灯」の発音に関して、1946年の海沼による自筆の譜面には「オダハラヂャウチン」と書かれており、1988年建立の歌碑にも「おだわらぢょうちん」となっている。また、コロンビアから1948年3月に発売された大道弓子版でも「おだわらぢょうちん」と歌っているが、川田孝子版では「おだわらちょうちん」と歌っている。小田原提灯は『お猿のかごや』により有名になり、歌と共に全国的に知られるようになった。1972年頃、大阪で開いた神奈川の観光物産展において小田原市のコーナーに小田原提灯を配置したところ、「これが『お猿のかごや』に出てくる提灯か」と注目を集めたという。

### 小田原の歌に
前述のように、本歌は作詞者・作曲者ともに小田原や箱根との直接の縁はなく、曲想も同様に、同地域や箱根越えの駕籠かきをモデルとしたものではない。しかし、「小田原提灯」という単語、および山道を行く駕籠かきのイメージから、本歌は箱根越えの歌と認識されるようになってしまった。
特に小田原市では、「小田原提灯」という言葉が入っていることもあって、郷土の歌として親しまれており、小田原市の観光課では、本歌を市の観光宣伝に用いている。小田原市教育委員会発行の「小田原文化がいど」でも、本歌を「小田原のうた」の一つとして紹介している。また、小田原市では1990年8月から暮らしのテレホンガイドを始めたが、メニューに『お猿のかごや』など地元ゆかりの童謡を入れたところ人気が上昇したという。
JR東日本小田原駅では、2014年11月1日から、発車メロディとして『お猿のかごや』が採用されている。これは、市民からの要望を受け、小田原箱根商工会議所や小田原市観光協会などがJR東日本横浜支社に要望していたことが実現したものである。編曲は小田原出身のロックバンド藍坊主によるものである。
小田原市からの要請を受けて、小田原商工会議所青年部が新しい祭りとして創作した「ODAWARAえっさホイおどり」は、よさこい系の祭りであるが、「小田原らしさ」として『お猿のかごや』を取り入れている。参加チームに対する規約として、「曲中に「エーッサ エーッサ…」のフレーズを必ず使用すること」「曲に合わせて「エッサホイサッサ」の掛け声を入れて踊ること」「両手に「猿子」と称する鳴子を持って踊ること」などが定められている。また、小田原市では、小田原をイメージできる動きを取り入れた市民体操「おだわら百彩」を作ったが、そのイメージの一つとして「めだかの学校」「小田原提灯」「梅」「海」などと並んで『お猿のかごや』も含まれている。
作詞者の山上は、「先日NHKの、「お国自慢西東」でも、＜小田原の歌＞として採りあげているように、すでに作者の手を離れ、信州からも遠ざかって、＜小田原の歌＞になりつつあるように思われる」と書いている。後に山上は、小田原ちょうちん保存会に招かれたとき、「この歌を保存会さんに差し上げますよ」とも言ったという。

## その他

### 海外への紹介
2010年のイタリアの国際童謡音楽祭「第53回ゼッキーノ・ドーロ」では、『お猿のかごや』の曲調をアレンジしイタリア語歌詞を施した歌『La scimmia, la volpe e le scarpe』（サル、キツネ、そして靴）が出場曲の一つとして歌われた。イタリア語作詞はアントネッラ・ボリアーニによる。歌唱した海沼亮午（かいぬま りょうま）は、作曲者の海沼實の曾孫にあたる。

### 歌碑
海沼の菩提寺である松代町の法泉寺には『お猿のかごや』の歌碑がある。碑には海沼直筆の楽譜と共に、山上が直筆した原詩（海沼による改変以前のもの）が刻まれている。

### 絵本
- コロムビアの童謡絵本『おさるのかごや』
  - 詩：山上武夫、絵：金井彦治、コロムビア出版社、1952年9月[63]、doi:10.11501/1871709。

### 旋律の利用
『お猿のかごや』のメロディは、通常の音楽としての利用以外に警報音や信号音としても利用されている。
- 1975年頃には、音響装置付信号機の誘導用メロディとして他の20曲ほどの童謡と共に使用されていた[64]。しかし、次第にメロディは『通りゃんせ』と『故郷の空』の二つに絞られ、他の曲とともに姿を消した[65]。
- 畑へのサル接近警報装置の警報音として使用された（サルを撃退するための音ではなく、サルの接近を人間に知らせるための音である）[66]。
- 前述のように、JR東日本小田原駅ホームの発車メロディとして使用されている。
- JR西日本の特急「くろしお」では、かつて停車駅到着前後に、その駅にちなんだ楽曲の車内チャイムを流していたが、紀勢本線の椿駅では、野猿の生息地ということに因んで本曲を流していた[67]。

### 替え歌と差別問題
1969年に関東の教員等の共著により東京の教育系出版社が刊行した子供会のためのゲーム集に、本歌の「えっさえっさ…」の「さ」を「た」に変えて歌ってみよう、という記述があった。これは、差別用語の繰り返しになりかねず、部落差別を煽りかねないという指摘があり、出版社は1978年暮れに当該書を絶版処分にした。また、1979年2月21日の衆議院予算委員会において、社会党代議士から、教育関係者がこのようなことを書くのは文部省の同和教育の成果が上がっていないことの表れである、として、文部省の姿勢を追及する質問がなされた。